# Alvin Lucier
Alvin Lucier (født 14. maj 1931, død 1. december 2021) var en amerikansk komponist.
Lucier komponerede især elektroakustisk musik og eksperimenterede med alternative opførelsesformer ved brug af elektronik og forskellige sensorer, som f.eks. i værket Music On A Long Thin Wire.